# نیکا کوچارف و یانگ جورجین لولیتاز
نیکا کوچارف و یانگ جورجین لولیتاز (به انگلیسی: Nika Kocharov & Young Georgian Lolitaz) گروه موسیقی گرجستانی است.
آن ها در مسابقه آواز یوروویژن ۲۰۱۶ نماینده گرجستان بودند .